# Борх, Александр Михайлович
Граф Александр Михайлович Борх (1804—1867) — русский театральный деятель, действительный тайный советник, дипломат, обер-церемониймейстер, вице-президент Совета детских приютов в Санкт-Петербурге.

## Биография
Родился в Риге в 1804 году (по одним сведениям 7 января, по другим — 18 февраля). Представитель польско-литовского рода Борхов. Сын генерал-лейтенанта графа Михаила Ивановича Борха, генерального обозного войск Великого княжества Литовского, старосты люцинского, воеводы белзского (1787—1791), геолога, минералога, писателя. Младший брат Карла Борха, витебского губернского предводителя дворянства.
Службу начал в 1822 году в Коллегии иностранных дел. С 1826 года состоял секретарем при русском посольстве во Флоренции. С 1827 по 1829 года поверенный в делах во Флоренции. В 1831 году был отозван в Петербург, служил в Министерстве иностранных дел и сделал успешную карьеру.

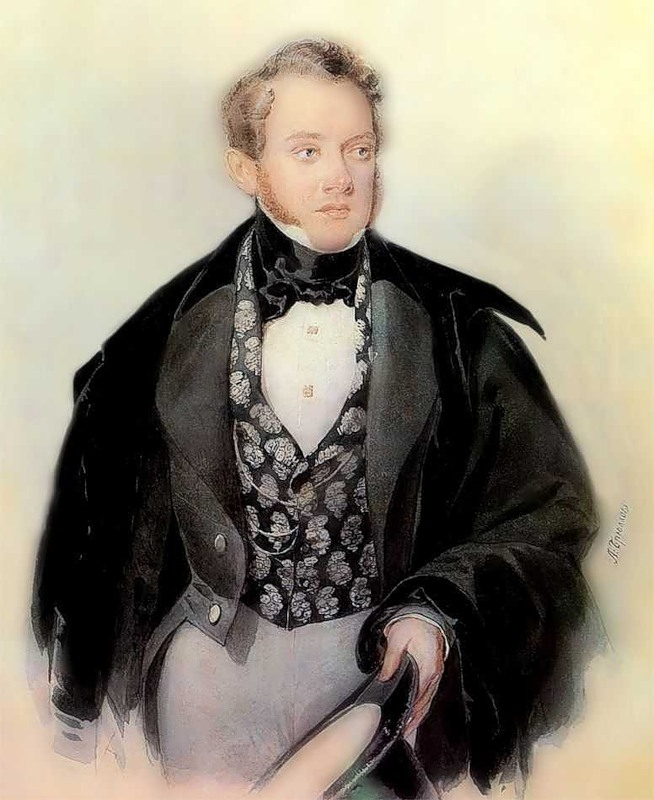
Граф Борх на портрете А. П. Брюллова (1832)

Был удостоен придворных званий камер-юнкера (1823), камергера (1830) и «в должности церемониймейстера» (1835). Был пожалован придворными чинами церемониймейстера (1836) и обер-церемониймейстера (1849). В 1862 году был произведён в действительные тайные советники.
30 августа 1862 года был назначен на должность директора Императорских театров Российской империи и оставался в этой должности до самой своей смерти. Кроме того, был вице-президентом Капитула Императорских и Царских орденов, членом Совета министра иностранных дел, почётным опекуном. С 22 апреля 1840 года был официалом Ордена Святой Екатерины.
По словам А. Половцова, граф Борх был человек крайне вежливый и деликатный, всегда снисходительный, обязательный — последний представитель классического царедворца прежнего времени, у которых любезность была коренным законом отношения к ближнему; во главе его душевных качеств стояли доброта и честность.
Его два сына, особенно старший, наделали много долгов. Борх, пожертвовал всем, чем только было можно, чтобы заплатить эти долги и в конец разорил своё состояние. От неприятностей он получил нервный удар, через некоторое время удар опять повторился и он умер 11 или 28 августа 1867 года. Отпевали его в католической церкви на Невском проспекте при огромном скоплении людей. 

## Семья

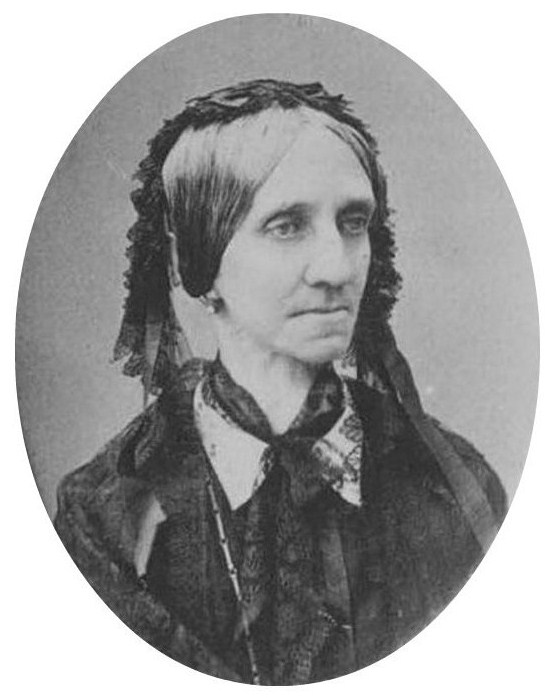
Софья Ивановна Борх

Жена (с 30.04.1833) — фрейлина, дочь И. С. Лаваля и свояченица декабриста С. П. Трубецкого, графиня Софья Ивановна Лаваль (11.05.1809—08.10.1871). Венчание  было в Петербурге, сначала в Казанском соборе, а после в Римско-католической церкви Св. Екатерины. Богатая помещица Саратовской (Пензенской) губернии, знакомая А. С. Пушкина, которой посвящали стихи поэты. На обратной стороне приглашений графини отобедать у неё поэт Тютчев написал ряд стихотворений («Как ни дышит полдень знойный...», «Не рассуждай, не хлопочи…») Благотворительница, состоявшая в Обществе дешёвых квартир, 22 февраля 1862 года была пожалована в кавалерственные дамы ордена св. Екатерины (малого креста).
Их дети:
- Георгий (Юрий) (1836—1911), генерал от инфантерии.
- Мария (1837—1906), фрейлина двора, в 1857 году вышла замуж за князя Павла Алексеевича Голицына (1833—1902). Гофмейстерина великой княгини Елизаветы Фёдоровны в 1886—1891 годах.
- Александра (05.05.1840—24.03.1859), крещена 22 мая 1840 года в Исаакиевском соборе, крестница И. О. Сухозанета и бабушки А. Г. Лаваль; похоронена вместе с матерью на кладбище Новодевичьего монастыря Санкт-Петербурга[7].
- Виктор (1841—09.09.1897), камергер двора, статский советник. Долгие годы заведовал Московским отделением Государственного коннозавода, был вице-президентом Императорского Московского скакового общества. Кавалер ордена Св. Анны 2-й степени. Похоронен на Ваганьковском кладбище в Москве[8].
- Михаил (1844—19.02.1845)[9]
- Ольга (1847—1898), была в браке с князем Дмитрием Николаевичем Кропоткиным (1836—1879).